# هری هارلو
هری فردریک هارلو (به انگلیسی: Harry Frederick Harlow) (متولد ۳۱ اکتبر ۱۹۰۵ - درگذشته ۶ دسامبر ۱۹۸۱) روان‌شناس آمریکایی که اهم شهرتش را به خاطر تحقیقاتش بر جدایی نوزاد از مادر، نیاز از روی وابستگی و انزوای اجتماعی، با آزمایش‌هایی که به روی گونهٔ میمون رزوس انجام داد دارا می‌باشد. او طی این آزمایش‌ها تأثیر و اهمیت ابراز توجه و همراهی را به روی رشد شناختی اثبات کرد. او اکثر این آزمایش‌ها را در آزمایشگاه‌های دانشگاه ویسکانسین-مدیسن انجام داد و روان‌شناس انسانگرای هم‌عصرش آبراهام مزلو نیز در پاره‌ای از آن‌ها با وی همراهی کرد.
آزمایش‌های هارلو بسیار بحث‌برانگیز بودند، شامل اقداماتی مانند دور کردن نوزادان میمون و منزوی کردنشان به مدت ۲۴ ماه که باعث بروز اختلالات شدید در آن‌ها شده بود. بعضی از محققان اشاره به این کرده‌اند که انتشار گزارش آزمایش‌های جنجالی او عاملی برای آغاز جنبش حقوق حیوانات در آمریکا شد.